# Gnus (Software)
Gnus ist ein E-Mail- und Newsreader, der unter Gnu Emacs und XEmacs läuft.
Gnus unterstützt das Lesen und Schreiben von E-Mails, Usenet-News, Slashdot-Diskussionen, RSS-Feeds und Webarchiven von Mailinglisten. Gnus gehört zu den Standard-Newsreadern unter Linux. Gnus zeichnet sich gegenüber anderen Newsreadern dadurch aus, dass er sich sehr weitgehend an die Anwenderwünsche anpassen und (mittels Emacs Lisp) erweitern lässt. Darüber hinaus bietet Gnus ein hochentwickeltes System zur automatischen Bewertung von Postings nach festeingestellten oder sich aufgrund der Lesegewohnheiten des Nutzers verändernden Kriterien („adaptive scoring“).

## Geschichte
Gnus basiert auf dem 1988 veröffentlichten und bis 1992 weiterentwickelten Newsreader GNUS von Masanobu Umeda. Im Herbst 1994 begann der norwegische Programmierer Lars Magne Ingebrigtsen, Gnus unter Erhalt der Benutzeroberfläche von GNUS von Grund auf neu zu schreiben. Während der ersten Entwicklungsphase hieß Gnus (ding) Gnus. ding ist ein rekursives Akronym für ding is not Gnus.

## Versionen
Die folgenden Versionen wurden bis heute veröffentlicht. Der Name in Klammern steht jeweils für den Entwicklungsnamen zwischen den offiziellen Veröffentlichungen.
- Gnus 5 ((ding) Gnus) – November 1995.
- Gnus 5.2 (September Gnus) – Mai 1996.
- Gnus 5.4 (Red Gnus) – 25. Januar 1997.
- Gnus 5.6 (Quassia Gnus) – 8. März 1998.
- Gnus 5.8 (Pterodactyl Gnus) – 3. Dezember 1999.
- Gnus 5.10 (Oort Gnus) – 1. Mai 2003.
- Gnus 5.11 (Oort Gnus/No Gnus) – 2. Juni 2007.
- Gnus 5.13 (No Gnus) – 29. Juli 2009.
- Ma Gnus ist derzeit in Entwicklung (Version v0.7 wurde im Mai 2013 veröffentlicht[6])

## Rezeption
- Linux Journal kam im November 2002 zu folgender Bewertung: Es gibt viel Anwendungssoftware, die uns dabei hilft, E-Mails und Internetnews zu organisieren und vorzusortieren. Eine der besten ist Gnus (Guh-News ausgesprochen), die in der Emacs-Editor-Anwendungssoftware enthalten ist. (“Many tools are available to help us manage and pre-sort e-mail and Netnews. One of the best is Gnus (pronounced guh-NEWS), which is included in the Emacs editor utility.”)[7]
- Laut LinuxUser 12/2002 nutzen viele Nutzer Gnus, weil er als Erweiterung in Emacs und XEmacs enthalten ist.[8]